# Falkasjön, Västergötland
Falkasjön är en sjö i Marks kommun i Västergötland och ingår i Viskans huvudavrinningsområde.